# Lac Red Indian
Le lac Red Indian (Red Indian Lake en anglais) est un lac situé à l'ouest de l'île de Terre-Neuve dans la province canadienne de Terre-Neuve-et-Labrador. Il s'écoule dans la rivière des Exploits, et est alimenté par la rivière Lloyd's, la rivière Victoria et la rivière Star.

## Économie
En mars 2022, le gouvernement de Terre-Neuve-et-Labrador approuve un projet de mine d’or évalué à 662 millions de dollars près du lac Red Indian.

## Source
1. ↑  « Un projet de mine d’or approuvé à Terre-Neuve-et-Labrador », sur Radio-Canada, 19 mars 2022 (consulté le 19 mars 2022)

- (en) Cet article est partiellement ou en totalité issu de l’article de Wikipédia en anglais intitulé « Red Indian Lake » (voir la liste des auteurs).